# Гибралтар на Европском првенству у атлетици за јуниоре 2017.
Гибралтар је учествовао на 24. Европском првенству за јуниоре 2017. одржаном у Гросето, Италија, од 20. до 23. јула. Репрезентацију Гибралтара на њеном десетом учешћу на европским првенствима за јуниоре представљала су 2 такмичара (1 јуниор и 1 јуниорка) који су се такмичили у 2 дисциплине (1 мушка и 1 женска).
На овом такмичењу такмичари из Гибралтара нису остварили неки резултат.

## Учесници
| Јуниори: - Камерон Пајас — 800 м | Јуниорке: - Лаура Бевингтон — 200 м |  |

## Резултати

### Јуниори
| Атлетичар     | Дисциплина | Лични рекорд | Квалификације | Квалификације | Полуфинале           | Полуфинале           | Финале               | Финале  | Детаљи |
| Атлетичар     | Дисциплина | Лични рекорд | Резултат      | Место         | Резултат             | Место                | Резултат             | Место   | Детаљи |
| ------------- | ---------- | ------------ | ------------- | ------------- | -------------------- | -------------------- | -------------------- | ------- | ------ |
| Камерон Пајас | 800 м      | 1:55,78      | 1:55,88       | 8. у гр. 3    | Није се квалификовао | Није се квалификовао | Није се квалификовао | 34 / 34 |        |

### Јуниорке
| Атлетичарка     | Дисциплина | Лични рекорд | Квалификације | Квалификације | Полуфинале            | Полуфинале            | Финале                | Финале       | Детаљи |
| Атлетичарка     | Дисциплина | Лични рекорд | Резултат      | Место         | Резултат              | Место                 | Резултат              | Место        | Детаљи |
| --------------- | ---------- | ------------ | ------------- | ------------- | --------------------- | --------------------- | --------------------- | ------------ | ------ |
| Лаура Бевингтон | 200 м      | 26,50        | 26,80         | 8. у гр. 1    | Није се квалификовала | Није се квалификовала | Није се квалификовала | 38 / 38 (40) |        |